# Ökonomisierung
Der Begriff der Ökonomisierung bezeichnet die Ausbreitung des Marktes bzw. seiner Ordnungsprinzipien und Prioritäten auf Bereiche, in denen ökonomische Überlegungen in der Vergangenheit eine eher untergeordnete Rolle spielten bzw. die solidarisch oder privat organisiert waren; "So werden zunehmend immer mehr Güter und Praktiken, die einst außerhalb der Marktsphäre lokalisiert waren, in „Produkte“ umgewandelt, die über einen Preis auf einem „Markt“ gehandelt werden können"
Ebenso wird damit das Vordringen marktwirtschaftlichen Denkens in die Sphäre der privaten Lebensführung bezeichnet und die Umwertung vieler gesellschaftlicher Sphären durch die "symbolischen Ordnung der Marktgesellschaft" bezeichnet. Neben einer Übertragung von marktwirtschaftlichen Ordnungsprinzipien kann Ökonomisierung auch in Form einer Intensivierung des wirtschaftlichen Handelns in bestehenden Märkten auftreten.
Häufig wird synonym der Begriff Kommerzialisierung verwendet. Während Ökonomisierung eher als Begriff für das Eindringen der Logik des Wirtschaftssystems in andere Subsysteme darstellt, wird mit Kommerzialisierung eher die wirtschaftliche Verwertung bereits bestehender Leistungen oder Güter – teilweise auch pejorativ – bezeichnet. Ökonomisierung bezieht sich daher auf eine Veränderung des Denkens, Kommerzialisierung auf eine Veränderung des Handelns. Auch der Begriff Vermarktlichung wird teilweise synonym verwendet, geht aber von etwas aus, das bereits etwa durch Behörden, als Gut oder Dienstleistung bereitgestellt, aber noch nicht auf Märkten gehandelt wird; er legt die Betonung auf eine Verschiebung der Akteure und Institutionen.

## Konsequenzen der Ökonomisierung
Die Ausbreitung von Marktprinzipien in andere gesellschaftliche Teilbereiche führt dazu, dass die spezifische Handlungslogik des Systems Wirtschaft in andere Subsysteme (Lebenswelt, Medien, Politik, Wissenschaft, Recht, Medizin oder Berufswelt etc.) vordringt und ihre Operationen und Orientierung dorthin überträgt. Diese können schädlich für die Funktionslogiken dieses Subsystems sein und gegebenenfalls den Zweck dieses Systems untergraben.
Dies zeigt sich etwa bei der Umorientierung in der Medizin von dem Ziel Heilung auf das Ziel der Gewinnerzielung. Weiterhin führt diese zur Etablierung einer „Kultur des Unternehmens“ in faktisch allen Lebensbereichen, verbunden auch mit einer Veränderung des professionellen Selbstverständnisses.
Gleichzeitig führt diese Ausbreitung eines „neoliberalen Charakters“  auch zu einer Vergrößerung der Widersprüche im Subjekt: „Sei mobil, aber kümmere dich um Familie und Gemeinwesen, sei teamfähig, aber denke an dein Vorwärtskommen, konsumiere, bis die Schwarte kracht, aber sorge für das Alter vor, misstraue dem Staat, aber gehorche seinen Gesetzen, verachte das Alte, aber schätze die Traditionen, erlerne die Tugenden, aber brich die Regeln, vertraue dem Markt, aber akzeptiere seine Unberechenbarkeit, plane weitsichtig, aber riskiere stets alles. Wer diesen kategorischen Imperativen gehorcht, lebt prekär.“
Diese Widersprüche im Subjekt führen in der Regel dazu, dass sich eine „widerwillige Anpassung“ an Ökonomisierungsanforderungen beobachten lässt. Ökonomisierung wird dann weder bejaht, noch offensiv bekämpft. Ein Beispiel sind Krankenhäuser, die vorgegebene Kennzahlen erfüllen sollen.

## Vollständige Ökonomisierung
Vollständige Ökonomisierung meint, dass nicht nur zusätzlich ökonomische Sichtweisen (Gewinn/Verlust) neben anderen, nicht-wirtschaftlichen Vorgängen bestehen, sondern dass ökonomische Prinzipien die nicht-ökonomischen Prinzipien vollständig überlagern. Das passiert dann, wenn jegliche Grenzziehung zwischen Wirtschaft und dem befallenen Subsystem aufgehoben wird. Subsysteme, wie die Justiz, Politik (Legitimität/Macht), Wissenschaft, Medien, sind dann nicht mehr in der Lage, ihre ursprünglichen Funktionen wahrzunehmen. Diese Subsysteme können nämlich in solch einem Fall zwischen sich und anderen nicht mehr unterscheiden.

### Öffentlicher Dienstleistungen
Ein weiteres Beispiel ist „[…] die organisatorische Neuordnung staatlicher Verwaltungen, bei der durch interne Rationalisierung und die Übernahme marktpreissimulierter Kosten-Ertrags-Kalküle angestrebt wird, die Qualität öffentlicher Dienstleistungen zu verbessern und gleichzeitig deren Produktionskosten zu senken. Ökonomisierungsstrategien wie die öffentliche Reformverwaltung u.Ä. lehnen sich am Modell des privatwirtschaftlichen Konzerns an und kommen vor allem in den öffentlichen Diensten im engeren Sinne (Bildungs- und Gesundheitswesen, Sozialwesen usw.) sowie in den klassischen hoheitlichen Bereichen staatlicher Tätigkeit (Polizei, Steuerwesen, Militär usw.) zur Anwendung. Grundsätzlich gilt dabei das Prinzip der Kostenwahrheit.“
Jan Wulf-Schnabel betrachtet in seinem Buch Reorganisation und Subjektivierungen von sozialer Arbeit (2011) die Ökonomisierung sozialer Dienste und bezeichnet deren Folgen als eine „Entgrenzung“, die sich auf die Gesamtheit der Arbeitsbeziehungen im sozialen Dienstleistungssektor auswirke. In einem lebensweltlichen Verständnis beziehe sich die Soziale Arbeit auf die subjektiv wahrgenommene, gesamte soziale Situation. Da die dabei eingeforderte soziale Interaktion aber nicht gemessen werden könne und sich einer Standardisierung entziehe, werde die Soziale Arbeit zunehmend als ein Faktor für Produktivität und Profit im ökonomischen Wettbewerb beurteilt. Das neue unternehmerische Selbstverständnis und der bleibende Kostendruck habe in diesem Sektor zu Änderungen in der Personal- und Tarifpolitik geführt, was sich auf das professionelle Selbstbild auswirke. In der Folge seien auch Änderungen bei der Organisation des Ehrenamts erforderlich.

### Forschung und Bildung
Welche Folgen es hat, wenn marktferne Bereiche wie Bildung, Wissenschaft und Kultur ökonomischen Kriterien unterworfen und nach Kosten-Nutzen-Kalkülen bewertet werden, zeigt die Reform der britischen Wissenschaftspolitik: Wissenschaftler müssen demnach künftig die wirtschaftliche und gesellschaftliche Wirkung ("economic and social impact") ihrer Forschungen nachweisen, um Fördermittel zu erhalten. Die universitäre Grundlagenforschung wird dadurch zugunsten der Anwendungsforschung (kommerzielle Produktinnovation) zunehmend aus dem Wissenschaftssystem herausgeschnitten. Gleichzeitig kann Ökonomisierung im Bildungswesen dazu führen, dass formale Aspekte wie die Anzahl der Veröffentlichungen gegenüber inhaltlichen Punkten in den Vordergrund treten.

### Medien
Der für ein demokratisches Staatswesen so wichtige Journalismus steht ebenfalls unter einem Ökonomisierungsdruck. Vor allem die Digitalisierung trägt dazu bei. Kritiker befürchten, dass die Funktionsfähigkeit des Journalismus darunter leidet.

## Stufen der Ökonomisierung
Schimank und Volkmann (2008) nennen fünf Grade der Ökonomisierung funktional differenzierter gesellschaftlicher Teilsysteme, die sie anhand der Autonomie und gegebener Verlust- und Gewinnziele eines betrachteten Teilsystems definieren. Dadurch versuchen sie, die Durchdringung verschiedener Subsysteme zu einem Zeitpunkt oder eines Subsystems im Zeitverlauf einordnen zu können.
| Stufe | Bedeutung |
| ----- | --- |
| 1     | keinerlei Kostenbewußtsein der Akteure; Zahlungsfähigkeit ist problemlos gegeben; Akteure können völlig autonom handeln                             |
| 2     | Verlustvermeidung als „Soll-Erwartung“ an die Akteure; ansonsten handeln die Akteure autonom                                                        |
| 3     | Verlustvermeidung als „Muss-Erwartung“ an die Akteure; Autonomie der Akteure in Teilen beschnitten (z. B. in Form von Rationierung)                 |
| 4     | Verlustvermeidung als „Muss-Erwartung“ kombiniert mit Gewinnzielen als „Soll-Erwartung“; Akteure sollen ihr Handeln an die Marktgängigkeit anpassen |
| 5     | Gewinnerzielung als einziges Ziel des Teilsystems                                                                                                   |

## Empirische Untersuchung von Ökonomisierungsthesen
Ob es tatsächlich eine Ökonomisierung der Gesellschaft gibt, ist umstritten. Eine Worthäufigkeitsanalyse mit dem Google Ngram Viewer des deutsch-französischen Soziologen Steffen Roth hat herausgearbeitet, dass es sich bei der Diagnose von der Ökonomisierung der Gesellschaft eher um ein semantisches Artefakt denn um eine zutreffende Beschreibung moderner Gesellschaften handeln könnte.
Anhänger der Ökonomisierungsthese behaupten dagegen, die reine Worthäufigkeit lasse keinerlei Rückschluss auf die Konnotation oder den Kontext eines Wortes zu, zumal der Google Ngram Viewer eine Sentiment- oder Konkordanzanalyse nicht unterstützt. In theoretischer Hinsicht werde zudem das Problem nicht thematisiert, dass mit zunehmender hegemonialer Wirkmächtigkeit einer Denkweise diese im öffentlichen Sprachgebrauch immer weniger erklärungsbedürftig werde und folglich weniger häufig auftrete. Dieses Argument bleibt dann wiederum die Frage nach seiner empirischen Überprüfbarkeit schuldig.
In diesem Sinne stellt sich die Frage nach der wissenschaftlichen Überprüfbarkeit von Ökonomisierungsthesen. Gegenwärtig wird sie etwa im Rahmen eines vom BMBF finanzierten Forschungsprojekts ePol – Verbundprojekt Postdemokratie und Neoliberalismus unter Verwendung von Text Mining Verfahren für die These einer Ökonomisierung der politischen Öffentlichkeit in der Bundesrepublik von 1949 bis 2011 untersucht.